# Emily Meade
Emily Meade (New York, 10 januari 1989) is een Amerikaanse actrice.

## Filmografie

### Films
- 2018: Trial by Fire - als Stacy
- 2016: Nerve - als Sydney
- 2016: Mother, May I Sleep with Danger? - als Pearl
- 2016: Money Monster - als Molly
- 2015: Charlie, Trevor and a Girl Savannah - als Savannah
- 2015: Me Him Her - als Gabbi
- 2014: Gabriel - als Alice
- 2014: That Awkward Moment - als Christy
- 2013: Trooper – als Eloise
- 2013: Gimme Shelter – als Cassandra
- 2013: Bluebird – als Paula
- 2012: Thanks for Sharing – als Becky
- 2012: Adventures in the Sin Bin - als Suzie
- 2012: Sleepwalk with Me – als Samantha
- 2011: Silver Tongues – als Rachel
- 2011: Young Adult – als serveerster van Denny
- 2011: Trespass – als Kendra
- 2010: My Soul to Take – als Leah 'Fang' Hellerman
- 2010: Burning Palms – als Chloe Marx
- 2010: Twelve – als Jessica Brayson
- 2009: Back – als Shannon Miles
- 2008: Assassination of a High School President – als Tiffany Ashwood
- 2006: The House Is Burning – als Anne

### Televisieseries
Uitgezonderd eenmalige gastrollen.
- 2017-2019 : The Deuce - als Lori - 25 afl.
- 2014: The Leftovers - als Aimee - 10 afl.
- 2010: Boardwalk Empire – als Pearl – 2 afl.

- Gemeinsame Normdatei: 143939068
- Library of Congress Control Number: no2016148505
- Système universitaire de documentation: 20013762X
- Virtual International Authority File: 170478653
- WorldCat: E39PBJcwGTrBvJPj3ctvfWhbVC